# Wolfgang Gartner
Wolfgang Gartner (cuyo nombre real es Joseph Thomas Youngman) es un DJ y productor estadounidense de electro house nominado a los Grammy. Gran parte de su música fue puesta a la venta desde su propia discográfica Kindergarten, pero en 2010 firmó con Ultra Records y en 2011 también se unió a la discográfica Ministry of Sound que tiene sede en Reino Unido. Ocupó el puesto #60 en la encuesta realizada en 2012 por la revista DJmag.

## Trayectoria musical
En su vida como DJ, un total de 8 sus canciones ha alcanzado la primera posición en el Top 10 de Beatport. Gartner ha pinchado en festivales de música destacados, tales como el Coachella en 2010, el Electric Daisy Carnival en 2010 y 2011, en el Ultra Music Festival, promovido por la discográfica Ultra en 2010 y en 2011 y numerosos tours por todo el mundo.
Recibió una nominación por su remix de "Funk Nasty" para Andy Caldwell, en la entrega de los Premios Grammy en la categoría "Mejor grabación remixada, no clásica", en el año 2010.
El 20 de septiembre de 2011, lanzó su primer álbum larga duración Weekend in America. Contiene participaciones de varios artistas como Omarion, Jim Jones & Cam'ron, will.i.am y Eve. También supo colaborar con el canadiense Deadmau5 en el sencillo Animal Rights, incluido en su álbum 4×4=12 y con el aclamado productor de dubstep Skrillex en la producción titulada “The Devil's Den”, incluida en su EP, Bangarang.

## Discografía

### Álbumes
- 2011: Weekend In America [ Ultra Records / Ministry Of Sound / Sony Music ]
- 2016: 10 Ways to Steal Home Plate [ Armada Music / Kindergarten / Onelove ]

### Compilaciones
- 2012: Back Story [ Vendetta / Ultra Records ]

### Singles

#### 2007
- Wolfgang Gartner - Shapes EP [ OM Recordings ]
  - Wolfgang Gartner - For The Love Of Girls
  - Wolfgang Gartner - Squares
  - Wolfgang Gartner - Circles

#### 2008
- Wolfgang Gartner - Killer / Flam Mode [ Kindergarten / Ultra Records ]
- Wolfgang Gartner - Montezuma / Frenetica [ Kindergarten / Ultra Records ]
- Wolfgang Gartner - Bounce / Get It [ Kindergarten / Ultra Records ]
- Wolfgang Gartner - Emergency [ Kindergarten / Ultra Records ]
- Wolfgang Gartner - Play Dub [ Kindergarten / Ultra Records ]
- Wolfgang Gartner - Candy EP [ Kindergarten / Ultra Records ]
  - Wolfgang Gartner - Sweet Candy
  - Wolfgang Gartner - Wild Card
  - Wolfgang Gartner - Sour Candy
- Wolfgang Gartner - Hot For Teacher EP [ Kindergarten / Ultra Records ]
  - Wolfgang Gartner - Front To Back
  - Wolfgang Gartner - Sesso Buono
- Wolfgang Gartner - Hook Shot [ Kindergarten / Ultra Records ]
- Wolfgang Gartner - Flashback (feat. MC Flipside) [ Kindergarten / Ultra Records ]

#### 2009
- Wolfgang Gartner - Montezuma - Remixes [ Kindergarten / Ultra Records ]
- Wolfgang Gartner & Francis Preve - Yin / Yang [ Kindergarten / Ultra Records ]
- Wolfgang Gartner - Push & Rise [ Kindergarten / Ultra Records ]
- Wolfgang Gartner - Wolfgang's 5th Symphony / The Grey Agenda [ Kindergarten / Ultra Records ]
- Wolfgang Gartner - Fire Power / Latin Fever [ Kindergarten / Ultra Records ]
- Wolfgang Gartner - Clap [ Kindergarten / Ultra Records ]

#### 2010
- Wolfgang Gartner - Undertaker [ Kindergarten / Ultra Records ]
- Mark Knight & Wolfgang Gartner - Conscindo [ Toolroom Trax ]
- deadmau5 & Wolfgang Gartner - Animal Rights [ Mau5trap / Virgin / EMI ]
- Wolfgang Gartner - Illmerica (UK chart, mejor posición: #158) [6] (Weekend In America) [ Ultra Records / Ministry Of Sound / Sony Music ]
- Wolfgang Gartner - Space Junk (Weekend In America) [ Ultra Records / Ministry Of Sound / Sony Music ]

#### 2011
- Wolfgang Gartner - Forever (feat. will.i.am) (Weekend In America) [ Ultra Records / Ministry Of Sound / Sony Music ]
- Wolfgang Gartner - Ménage à Trois (Weekend In America) [ Ultra Records / Ministry Of Sound / Sony Music ]
- Wolfgang Gartner - Get Em (feat. Eve) (Weekend In America) [ Ultra Records / Ministry Of Sound / Sony Music ]
- Skrillex & Wolfgang Gartner - The Devil's Den [ OWSLA / Atlantic / Warner Music ]
- Wolfgang Gartner - Still My Baby (feat. Omarion) (Weekend In America) [ Ultra Records / Ministry Of Sound / Sony Music ]

#### 2012
- will.i.am - Go Home (feat. Mick Jagger & Wolfgang Gartner) [ Interscope Records / will.i.am Music Group ]
- Wolfgang Gartner - There and Back [ Ultra Records / Ministry Of Sound ]
- Wolfgang Gartner - Redline [ Vendetta / Ultra Records / Ministry Of Sound ]
- Tiësto & Wolfgang Gartner - We Own The Night (feat. Luciana) (UK chart, mejor posición: #87) [ Musical Freedom ]
- Wolfgang Gartner - Flexx [ Vendetta / Ultra Records ]
- Wolfgang Gartner - Casual Encounters of the 3rd Kind EP [ Ultra Records ]
  - Wolfgang Gartner - Girl on Boy
  - Wolfgang Gartner - Girl on Girl
- Wolfgang Gartner - Love and War / Nuke [ Kindergarten / Ultra Records ]
- deadmau5 & Wolfgang Gartner - Channel 42 [ Mau5trap / Virgin / EMI ]
- Wolfgang Gartner & Tom Staar - Evil Lurks [ Vendetta / Ultra Records ]

#### 2013
- Wolfgang Gartner - Anaconda [ Vendetta / Ultra Records ]
- Wolfgang Gartner - Overdose (feat. Medina) [ Ultra Records / Sony Music ]
- Wolfgang Gartner - Piranha [ Kindergarten / Ultra Records ]
- Wolfgang Gartner & Tommy Trash - Hounds Of Hell [ Kindergarten / Ultra Records ]

#### 2014
- Wolfgang Gartner & Popeska - We Are the Computers [ Ultra Records ]
- Wolfgang Gartner - Unholy (feat. Bobby Saint) (10 Ways To Steal Home Plate) [ Armada Music / Kindergarten / Onelove ]

#### 2015
- Wolfgang Gartner - Turn Up (feat. Wiley & Trina) (10 Ways To Steal Home Plate) [ Armada Music / Kindergarten / Onelove ]

#### 2016
- Wolfgang Gartner - More Ways EP (10 Ways To Steal Home Plate) [ Armada Music / Kindergarten / Onelove ]
  - Wolfgang Gartner - Feel Right (feat. J Hart)
  - Wolfgang Gartner - Y.W.M.O. (feat. Gene Noble)
  - Wolfgang Gartner - Saved
  - Wolfgang Gartner & A-Trak - Up In Smoke (feat. Sirah)
  - Wolfgang Gartner - Faded (feat. Marc Griffin)
- Wolfgang Gartner - Baby Be Real (feat. John Oates) [ Kindergarten / Ultra Records ]
- Wolfgang Gartner - Devotion [ Spinnin' Records ]

#### 2017
- Wolfgang Gartner - Badboy Sound [ Kindergarten / Ultra Records ]
- Wolfgang Gartner & Aero Chord - Borneo [ Monstercat ]
- Wolfgang Gartner - Find A Way (feat. Snow Tha Product) [ Armada Trice ]
- Wolfgang Gartner - Dubplate 99 [ Kindergarten / Ultra Records ]

#### 2018
- Wolfgang Gartner & k?d - Banshee [ PRMD / Universal Music ]
- Wolfgang Gartner - Ching Ching [ ALT:Vision Records ]
- Wolfgang Gartner & JayKode - The Upside Down [ ALT:Vision Records / Universal Music ]
- Wolfgang Gartner - Freak [ ALT:Vision Records ]
- Wolfgang Gartner - Medicine EP [ ALT:Vision Records / Universal Music ]
  - Wolfgang Gartner - Excalibur
  - Wolfgang Gartner - Good Medicine (feat. Rush Davis)
  - Wolfgang Gartner - Deja Vu
  - Wolfgang Gartner - Make It Clap
  - Wolfgang Gartner - Bumblebee
  - Wolfgang Gartner - This Is Your Life

#### 2019
- Wolfgang Gartner - Ectoplasm [ ALT:Vision Records / Universal Music ]
- Wolfgang Gartner - 28 Grams [ ALT:Vision Records / Universal Music ]

#### 2020
- Wolfgang Gartner - Tucson EP [ ALT:Vision Records ]
  - Wolfgang Gartner - Starseed
  - Wolfgang Gartner - So Kool (feat. Walt Anderson)
  - Wolfgang Gartner - Strummin
  - Wolfgang Gartner - Shake The Bells
  - Wolfgang Gartner - Supercars
  - Wolfgang Gartner - Distomatique
- Wolfgang Gartner - Electric Soul [ ALT:Vision Records ]
- Wolfgang Gartner & Kill The Noise - Battlestations [ ALT:Vision Records ]

#### 2021
- deadmau5 & Wolfgang Gartner - Channel 43 [ Mau5trap / Virgin / EMI ]
- Wolfgang Gartner - Cosa Nostra [ Mau5trap ]
- Wolfgang Gartner - Octopus Teeth [ ALT:Vision Records ]
- Wolfgang Gartner - The Original [ Mau5trap ]
- Wolfgang Gartner - Mike Tyson [ ALT:Vision Records ]

#### 2022
- Kill The Noise & Wolfgang Gartner - How You Like Now (feat. Ericka Guiltron) [ Ophelia ]
- Wolfgang Gartner - Higher [ ALT:Vision Records ]
- Wolfgang Gartner - Believe (feat. NEVRMIND) [ ALT:Vision Records ]

#### 2023
- Wolfgang Gartner - Level Up (feat. Scrufizzer) [ Dim Mak Records ]

#### 2024
- Wolfgang Gartner - Automatic [ Dim Mak Records ]

### Remixes
2008:
- Classixx – Cold Act Ill (Wolfgang Gartner Monster Mix / Club Mix)
- BenDJ Feat. Sushy – Me & Myself (Wolfgang Gartner Remix)
- Jin Sonic & Dive – Play (Wolfgang Gartner Remix + Dub)
- Ron Reeser & Dan Saenz – Cruel World (Wolfgang Gartner Kindergarten Slam Mix)
- Bass Kleph & Anthony Paul – Helium (Wolfgang Gartner Remix)
- Andy Caldwell Feat Gram'ma Funk – Funk Nasty (Wolfgang Gartner Remix)

2009:
- Tiësto & Sneaky Sound System – I Will Be Here (Wolfgang Gartner Remix + Dub)
- MSTRKRFT feat. John Legend – Heartbreaker (Wolfgang Gartner Remix)
- Alaric – Cruelty (Wolfgang Gartner Remix)
- Britney Spears – 3 (Wolfgang Gartner Extended Club Remix)
- Mika – Blame It on the Girls (Wolfgang Gartner Remix + Dub)
- Timbaland feat. Nelly Furtado & SoShy – Morning After Dark (Wolfgang Gartner Remix)

2010:
- The Black Eyed Peas – Imma Be (Wolfgang Gartner Remix)

2012:
- LMFAO – Sorry For Party Rocking (Wolfgang Gartner Remix)
- Miike Snow – Paddling Out (Wolfgang Gartner Remix)
- Popeska – Now or Never (Wolfgang Gartner Edit)

2015:
- Röyksopp - I Had This Thing (Wolfgang Gartner Remix)